# 赤渕站
赤渕站（日语：／ Akabuchi eki */?）是一座位於岩手縣岩手郡雫石町的東日本旅客鐵道（JR東日本）田澤湖線的鐵路車站。

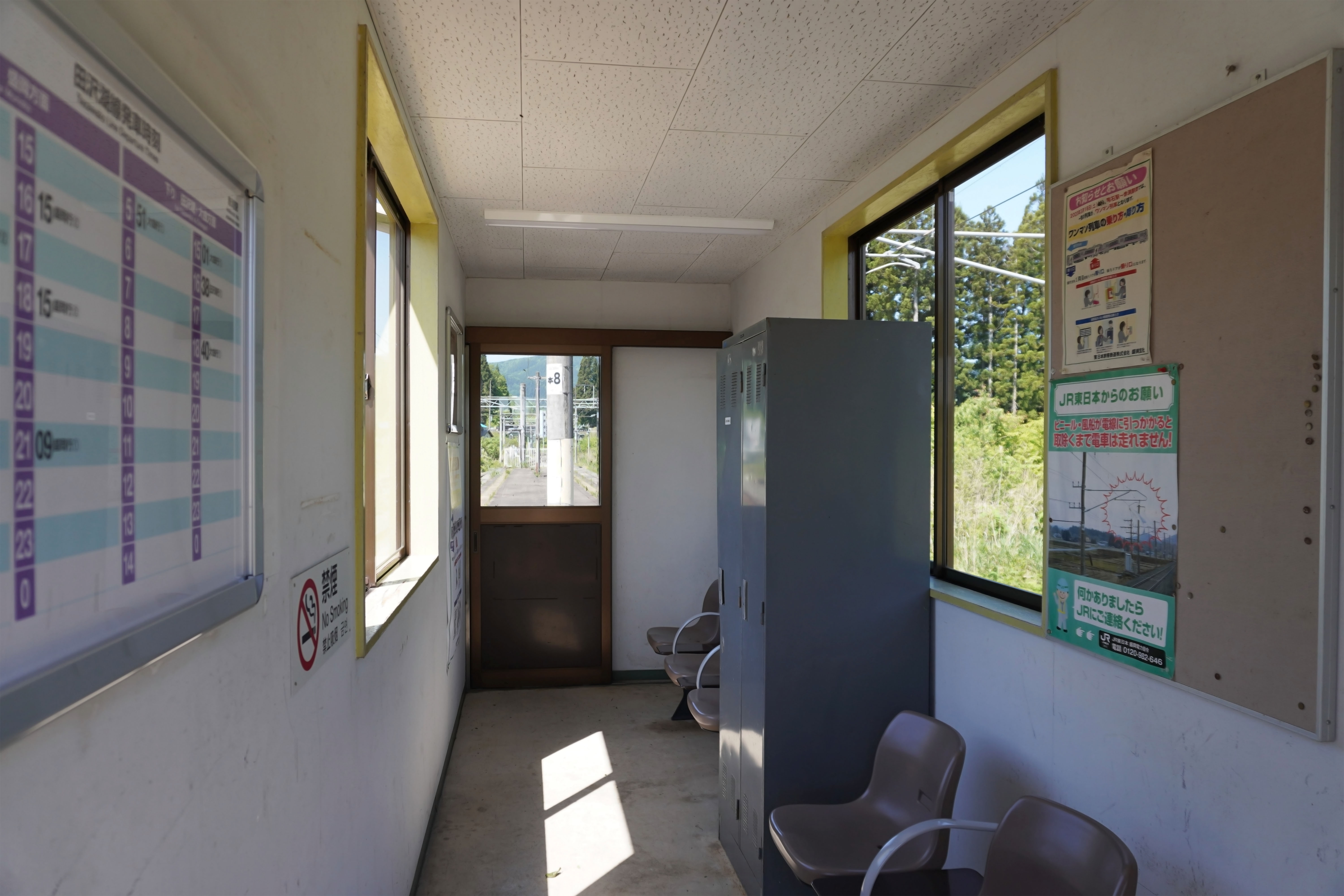
候車室內（2024年5月）

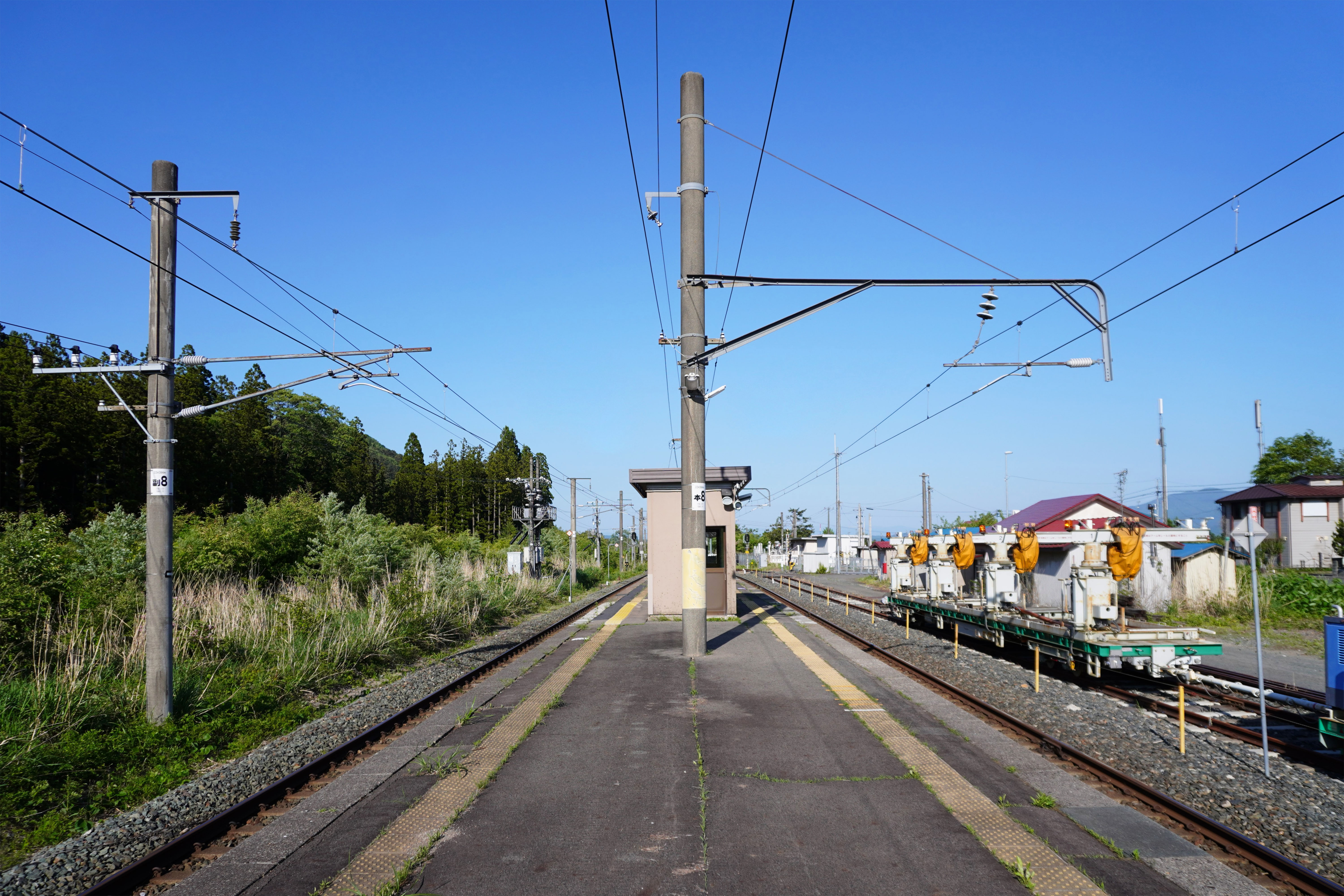
月台（2024年5月）

## 車站構造
島式月台1面2線的地面車站。不設站舍，但月台上設有候車室。雫石站管理的無人站。

### 月台配置
| 月台 | 路線      | 方向 | 目的地                     |
| ---- | --------- | ---- | -------------------------- |
| 1    | ■田澤湖線 | 下行 | 田澤湖、大曲方向           |
| 1    | ■田澤湖線 | 上行 | 雫石、盛岡方向（此站始發） |
| 2    | ■田澤湖線 | 上行 | 雫石、盛岡方向             |

## 历史
- 1964年（昭和39年）9月10日：車站啟用，為一個終點站。
- 1966年（昭和41年）10月20日：成為一個中途站。
- 1987年（昭和62年）4月1日：因國鐵分割民營化，本站成為東日本旅客鐵道的車站。

## 車站周邊
- 瀧川

## 相鄰車站
東日本旅客鐵道
■田澤湖線
春木場－赤渕－（大地澤信號場）－（志度內信號場）－田澤湖

## 相關項目
- 日本鐵路車站列表

## 外部連結
- JR東日本 赤渕站 （页面存档备份，存于）